# 歩兵第141連隊
歩兵第141連隊（ほへいだい141れんたい、歩兵第百四十一聯隊）は、大日本帝国陸軍の歩兵連隊の一つ。太平洋戦争初期のフィリピンの戦いに従軍した後、ニューブリテン島に転進して終戦を迎えた。

## 沿革
- 1941年（昭和16年）
  - 8月1日 ：『昭和十五軍備改變要領　其ノ二』により[注釈 1]
    - 広島県福山西郊の西部63部隊福山連隊区補充隊で、広島県の予備役を召集し歩兵第141連隊が新設。
    - 第65独立歩兵団（福山）に編入（歩兵第122連隊（松山）と歩兵第142連隊（松江）と歩兵第141連隊の3コ歩兵連隊編成）。

  - 8月10日： 補充隊と歩兵第41連隊から昭和13年・14年・15年徴兵の現役兵が転属し基幹人員となった[注釈 2]。
  - 8月14日： 編成完結。
  - 9月10日： 初代部隊長の今井武夫大佐と旗手の浮田幸雄少尉が宮城に参拝し、軍旗を親授。
  - 10月8日：第65独立歩兵団は動員下令。工兵隊･通信隊･野戦病院を加えて第65旅団を編成。
    - 旅団は、占領地治安警備の第二戦用部隊の編成であり、輜重は持たず、旧式野砲を歩兵連隊内に持つ、編成装備も次等級の縮小軽装備の将兵7300。
      - 　歩兵連隊：通常編成の2/3である、2コ歩兵大隊・1野砲兵中隊・1通信中隊・1連隊砲小隊の乙編成。
      - 　歩兵大隊：3コ小銃中隊・1機関銃中隊。
      - 　歩兵小隊：通常の3/4の3コ分隊。
      - 　機関銃中隊内に：1大隊砲小隊。
      - 　野砲兵中隊は38式野砲4門。
      - 　※ 兵器も定数に満たなく、他部隊から借りたとの証言もある[注釈 3]。

  - 11月6日  ：旅団は、西部軍より第14軍（本間雅晴中将）戦闘序列に編入。
  - 11月8日  ：動員完結。
  - 11月12日：先発隊福山屯営所出発。
  - 11月13日：連隊主力は旅団司令部とともに福山を出発。列車にて門司に移動。
  - 11月14日：広島県宇品港より諏訪丸・主基丸にて出航。
  - 11月15日：門司港にて、第14軍隷下に入る。
  - 11月19日：台湾基隆港に上陸。列車にて宜蘭に移駐し訓練。
  - 12月7日  ：嘉義市西方の白河陸軍演習廠舎に移駐。
  - 12月8日  ：宣戦布告。　
  - 12月23日：列車にて高雄港に集結。
  - 12月30日：台湾高雄港から出航（旅団は輸送船14隻に乗船、連隊は昭浦丸･三興丸･はわい丸に分乗）。
- 1942年（昭和17年）
  - 元旦　：比島リンガエン湾サンファビアン北方テンプラ海岸付近に上陸。
  - 1月2日：ロザレスに到着。
  - 1月3日：タルラックに夜到着2泊。
  - 1月5日：タルラックを出発。
  - 1月7日：ポーラックに到着。
  - 1月8日：デルナビアンに到着。　
  - 1月9日：第14軍は第16師団、第65旅団にバターン半島の攻撃を下命[注釈 4]（第1次バターン攻略戦[注釈 5][注釈 6]）。
    - 歩兵第141連隊は、旅団左翼隊として台湾歩兵歩1連隊（今井一二三大佐）と交代し第7中隊（第2大隊長・服部忠三郎少佐指揮）を前衛にクリースよりナチブ山東麓へ進撃。
    - 旅団は、第16師団の歩兵第9連隊（武智漸大佐・京都）の配属を受けて、半島入り口のナチブ山周辺の米比軍防衛線へ攻撃を開始。

  - 1月11日：歩兵第9連隊が密林のため進撃が遅れたため、歩兵第141連隊は単独でマバタン付近の米第57連隊陣地を攻撃。カラギナン川上流地点で右岸断崖を登坂、ムラウインに進撃、連隊前衛の第2大隊は米第57連隊陣地に突撃、哨戒線を突破。
  - 1月12日：敵の迫撃砲を伴う激烈な逆襲を受け、大隊長・服部少佐が散華（後任:立川鴻一少佐）するなど大損害を受けますがマバタンの敵陣を攻略。
  - 1月24日：第1大隊（戸伏長之少佐）を第一線として部署。総攻撃にてアブカイ、ハシエンダ付近の敵左翼陣地を攻略。戦車を伴う敵の逆襲により損害が増加。
  - 1月26日までに、米比軍を最も強化された防衛線第二線へ後退させたが、ここに攻めかかった第65旅団は兵力の3分の2を失い、幹部も多数が戦死した。
  - 1月28日：野戰重砲兵第1聯隊が進出して来たため、連隊は旅団右翼隊に部署され西方アポアポ、タリサイ両河合流点を渡河しタリサイ河右岸に転進。
  - 1月30日、第1大隊を第一線としてサマット山の敵陣地に攻撃を開始。敵砲撃により連隊戦力は半分以下に低下する大損害を受ける。

だが米比軍のバターン半島陣地は、米比軍がオレンジ計画に基づいて構築していた、ナチブ山周辺の第一線、激戦地となったサマット山を含めバガックからピラーに至る第二線、マリベレス山周辺の第三線と巧妙な陣営配置を控えており、アメリカ軍フィリピン師団による有効な反撃により、第65旅団には死傷者が続出した。
- - 2月8日 ：軍司令官の本間雅晴中将は攻撃停止を指示し、日本軍の攻勢は中断に至る。

バターン半島攻略のため、中支から第4師団（大阪）と永野支隊、香港から香港攻略戦を終えた第1砲兵隊がバターン半島へ集結し、航空部隊は飛行第60・第62・第16戦隊が増強された。
- 2月8日  ：大本営は比島攻略の増援として第4師団（北野憲造中将・大阪）を第14軍戦闘序列に編入。
- 2月23日：第14軍は戦力整理のため、歩兵第141連隊を4km後方のアポアポ河に転進。
- 2月28日：内地より補充兵が到着。連隊は戦力を回復。

- 3月11日：連隊に第二次攻撃が下令され、ティアウェル河左岸崖上から進撃し転進以前の陣地を再度攻略し敵を圧迫。
- 3月24日：日本軍の攻撃機は連日爆撃を開始。（第2次バターン攻略戦[注釈 7]）
- 3月26日：第1砲兵隊（北島麒子雄中将）が攻撃準備射撃を実施。
- 3月28日：連隊はチクパオ、ティアウェル河左岸台端線の敵陣を攻略。
- 4月2日  ：軍砲兵とともに野砲・連隊砲を展開。
- 4月3日  ：地上部隊による第二次総攻撃が開始。
  - 第1砲兵隊の重砲群が、サマット山麓の米比軍陣地に効力射準備射撃に続き攻撃射撃。
  - 連隊は、敵機関銃陣地を撃破しつつ、前進を開始。
  - 第4師団と第65旅団は、初日から予定よりも長い距離を突破した。
- 4月6日 ：1421高地を攻略。
- 4月8日 ：リマイ山に進撃。
- 4月9日 ：
  - 連隊は第7中隊を守備に残置。
  - マリベレス山攻撃のためサンビセン河谷に集結中の0900：バターン半島総司令官のエドワード・キング少将が降伏申し入れしてきたため、ティアウェル河付近に集結。

ここまで米比軍の防御の中核を担ってきたフィリピン師団も、長きにわたった戦いの中で反撃の余力は尽き、日本軍は第二線、第三線の防御線を相次いで突破し前進した。バターン半島で多数の犠牲者を出しナチブ山、サマット山を攻略した。　
- - 4月9日 ：バターン半島総司令官のエドワード・キング少将が降伏を申し入れ、残余の部隊も11日までに大半が降伏した。捕虜は日本軍が推定していた人数の2倍以上の7万人に上った。
  - 4月10日：米比軍遂に降伏。右戦功で歩兵第141連隊は賞詞を受ける。
  - 4月12日：旅団はルソン島東部の治安回復を下命されるが、この頃から旅団内にマラリアが蔓延し出す。
  - 4月13日：ティアウェル河を出発。
  - 4月18日：サンフェルナンドに集結。列車にてタルラックに移動し旅団戦没将兵の合同慰霊祭を挙行。
  - 4月25日：連隊主力はカバナツアン、第1大隊はボンガボンに移駐し敗残兵、匪賊を戡定。
  - 4月29日：マニラ地区を、南側を歩兵第33連隊第10中隊、北側を歩兵第141連隊第2大隊が担当に分割。
  - 6月13日：連隊長・今井大佐がマニラ防衛隊長就任。第1大隊は旅団直轄としてバギオに移駐。カガヤン河谷に籠る米比第14歩兵連隊（G.ナカール中佐）を討伐。
  - 11月20日：第65旅団主力は第8方面軍（今村均大将）戦闘序列に編入。
  - 11月23日：連隊（中嶋正司大佐）は旅団司令部とともに南東方面への転進を命ぜられる。
  - 11月27日：旅団は、歩兵第122連隊と歩兵第142連隊を比島防衛に残置し、マニラ港を出航。
  - 12月3日  ：ラバウルに上陸。　田ノ浦地区の警備。ラバウル地区飛行場の設定･補修。上陸戦闘訓練にあたる。

- 1943年（昭和18年）
  - 5月4日　：歩兵第141連隊を含む第65旅団主力は、西部ニューブリテン島の態勢強化、ダンピール海峡地帯の確保のため、ニューブリテン島ツルブに進出。
  - 5月12日：第1大隊に転進下令。
  - 6月3日  ：大隊はツルブに転進。
  - 7月27日：第65旅団主力が第1大隊を掌握。同地の警備・飛行場設定・陣地構築にあたる。
  - 9月5日 ：第65旅団は歩兵第53連隊（角谷弘毅大佐･鳥取・第3大隊欠）を指揮下に編入し、松田支隊（第65旅団長・松田巌少将）を編成。  米軍はニューギニア方面から逐次ダンピール海峡に浸透。空襲及び魚雷艇が侵入してきたため、第8方面軍隷下部隊より抽出された兵力を基幹に第3大隊（辰巳少佐）を増設[注釈 8]。連隊本部とともにニゴールに配置。第1大隊をブッシング、第2大隊をアイシガ、第10中隊をマーカスに配置。
  - 10月12日：歩兵第141連隊はニューブリテン島の戦いに従事。周辺の制海権を失ってほぼ自給自足を強いられることになる。
  - 12月初旬：歩兵第141連隊第10中隊は、小森支隊（歩兵第81連隊第1大隊･小森政光少佐）の指揮下に編入。
  - 12月14日：米軍がマーカス岬に空襲を開始。
  - 12月15日 
    - ：0530：米軍1コ連隊上陸を開始。マーカス岬守備の第51師団歩兵第115連隊臨時編成第1中隊（福島中尉）は勇戦敢闘するも、午後には遂に転進。
    - 松田少将は歩兵第141連隊第1大隊（戸伏少佐）にマーカス岬への逆上陸を下命。

  - 12月17日：戸伏大隊はブッシングを出発。海上機動により進撃するが岬付近は暗礁が多く、敵の視射程内にあり大発の機動を阻害。大隊はやむなく北方海岸オモイ付近に上陸するも、湿地帯で前進は困難を極める。
  - 12月20日：小森支隊（歩兵第81連隊第1大隊･小森政光少佐）は、福島中隊と連絡し、米軍橋頭堡に攻撃を開始するが敵は続々と戦力増強。
  - 12月26日：米海兵第1師団がグロスター岬の東岸ナタモ、西岸タワレに上陸を開始したため、連隊は松田支隊警備隊に部署されエガロップに北上。集結を開始。
  - 12月27日：
    - 歩兵第141連隊主力はエガロップに到着。
    - 戸伏大隊は、湿地帯を突破し東進。

  - 12月28日：
    - 歩兵第141連隊は敵上陸部隊と交戦中の歩兵第53連隊第2大隊･船舶工兵第1連隊･野砲兵第23連隊第8中隊･野戰高射砲第39大隊･第1揚陸隊の1コ中隊を指揮下に編入。
    - 小森支隊（歩兵第81連隊第1大隊･小森政光少佐）は、戸伏大隊を指揮下に入れ連日夜襲を決行。

  - 12月29日：橋頭堡を破砕には至らず、遮蔽陣地を構築し戦略的持久に転じる。
  - 12月30日：歩兵第141連隊第2大隊が到着したため、連隊長･中嶋大佐は戦線を整理。第2大隊を右第一線、歩兵第53連隊第2大隊を左第一線、第3大隊を予備隊として配置したが、爆撃機･艦砲射撃･火砲に支援された米軍の攻撃に、海岸陣地･高射砲陣地が破壊される。
- 1944年（昭和19年）
  - 1月3日  ：歩兵第141連隊は敵を一気に海岸に圧迫し殲滅すべく攻勢に転移。第二大隊は要所・三角山を奪取するが、激烈な銃砲火を受け進撃は頓挫。
  - 1月4日  ：小森支隊の敢闘は天聴に達し、御嘉賞を賜る。
  - 1月8日  ：松田少将は連隊配属部隊を解除し、戦力低下を防ぐため全力をナタモ付近に転進下令。
  - 1月15日：歩兵第141連隊は玉砕を期し萬寿山の敵陣地攻撃を企図しますが、支隊命令により清水川左岸付近に転進、敵の侵攻拒止にあたる。
  - 1月16日：B25を主体とする戦爆連合50機が来襲。戸伏臍帯の大隊砲全損。第一線左右両中隊は大損害を受ける。
  - 1月20日：松田支隊は方面軍命により転進を開始、糧食の欠乏、疲労から落伍者が続出するなか、アライ東方地区－タラセア－カブ－ウラモナに転進。
  - 2月26日：小森大隊は米軍の戦車を伴う度重なる攻撃を拒止するが損害は増加。補給も途絶えるに至り、第17師団は松田支隊に転進を下命。
  - 2月28日：敵と離脱し東北方に転進を開始。
  - 3月3日 ：
    - 米軍は転進する松田支隊を捕捉すべく、タラセアに上陸を開始。
    - 転進援護の照沼支隊（歩兵第54連隊第1大隊長・照沼清松少佐、野砲兵23連隊第9中隊）が迎撃。

  - 3月5日  ：松田支隊北海岸に達する。
  - 3月20日：照沼支隊は圧倒的な米軍戦力に苦戦、米軍が包囲にかかったためシュロイター山の陣地を放棄し後退、米軍を遅滞しつつ松田支隊を援護し、ガブブに集結。
  - 3月29日：ウラモナにおいて第3大隊は支隊直轄となり、転進中の小森支隊収容のため同地の警備に残置。
  - 4月17日：第3大隊シナツブに到着。
  - 4月20日：第3大隊トーマに到着。
  - 　　　　　トーマ到着後、第65旅団は方面軍予備隊に部署され、歩兵第141連隊は第1・第2大隊を小森山に派遣。
  - 11月1日：歩兵第141連隊は各大隊より人員を抽出し混成中隊を編成。ココボに派遣。
  - 　　　　　連日の空襲下、陣地構築及び自活態勢確立と訓練（対戦車戦闘）にあたる。
- 1945年（昭和20年）
  - 8月15日：日本の降伏まで戦いが続く[注釈 9]。
  - 8月17日：戦闘行動の停止を受領。トーマ付近において軍旗を奉焼。
  - 9月　　：連隊は武装解除。収容宿営地に入り僅少な食料を支給され、道路補修、豪軍兵舎の清掃等使役される。
  - 11月　 ：タロキナ島（将校）、ファウロ島（下士官･兵）に収容。道路補修・橋梁架橋・豪軍兵舎清掃 等使役される。
- 1946年（昭和21年）5月27日：名古屋港に入港。上陸し解散式を挙行。復員完結。

## 歴代連隊長
- 今井武夫 大佐 (30期)：1941年8月1日 - 1942年8月31日[1]
- 中島正司 大佐 (28期)：1942年8月31日 - 1943年6月18日[1][注釈 10][注釈 11]
- 片山憲四朗 大佐 (28期)：1943年6月18日 - 終戦[1][注釈 12][注釈 13][注釈 14]

## 歴代第一大隊長
- 戸伏長之 少佐 (44期)：1941年8月14日 - 1944年8月[注釈 15]
- 永井博三郎 大尉(のち少佐) (53期)：1944年8月 - 終戦.[注釈 16]

- 大隊甲副官：蔵岡昇 中尉
- 大隊乙副官：塚本博利 見習士官(のち中尉) (幹候7期)：1942年2月1日 -
- 第2中隊長：酒井良典 中尉： ～
- 大隊砲小隊長：友澤克巳 少尉  (幹候8期)： ～

## 歴代第二大隊長
- 服部忠三 少佐　　　　　　　　　：1941年8月14日 - 1942年1月12日（バターン半島にて戦死）.[注釈 17]
- 立川鴻一 少佐(のち中佐)（32期）：1942年1月12日 - 1943年8月1日.[注釈 18]
- 向井豊二 大尉(のち少佐)（49期）：1943年8月1日 - 終戦.[注釈 19]

- 大隊乙副官：藤山虎也 見習士官(のち中尉)(幹候7期) ：～

## 歴代第三大隊長
※ 1943年(昭18).12月20日 編成改正 増設
- 辰己浅七 少佐(のち中佐)：1943年12月20日 - 終戦.[注釈 20]